# Armillaria borealis
Armillaria borealis là một loài nấm trong họ Physalacriaceae. Phân tích phân tử của ribosomal DNA cho thấy nó thuộc chi Armillaria, loài này có quan hệt mật thiết với A. solidipes và A. gemina.

## Hình ảnh

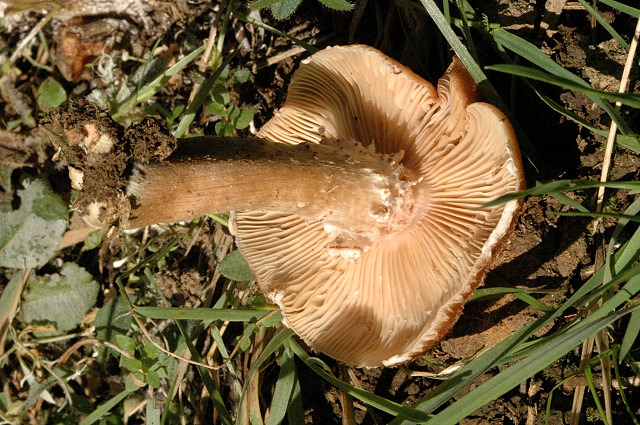
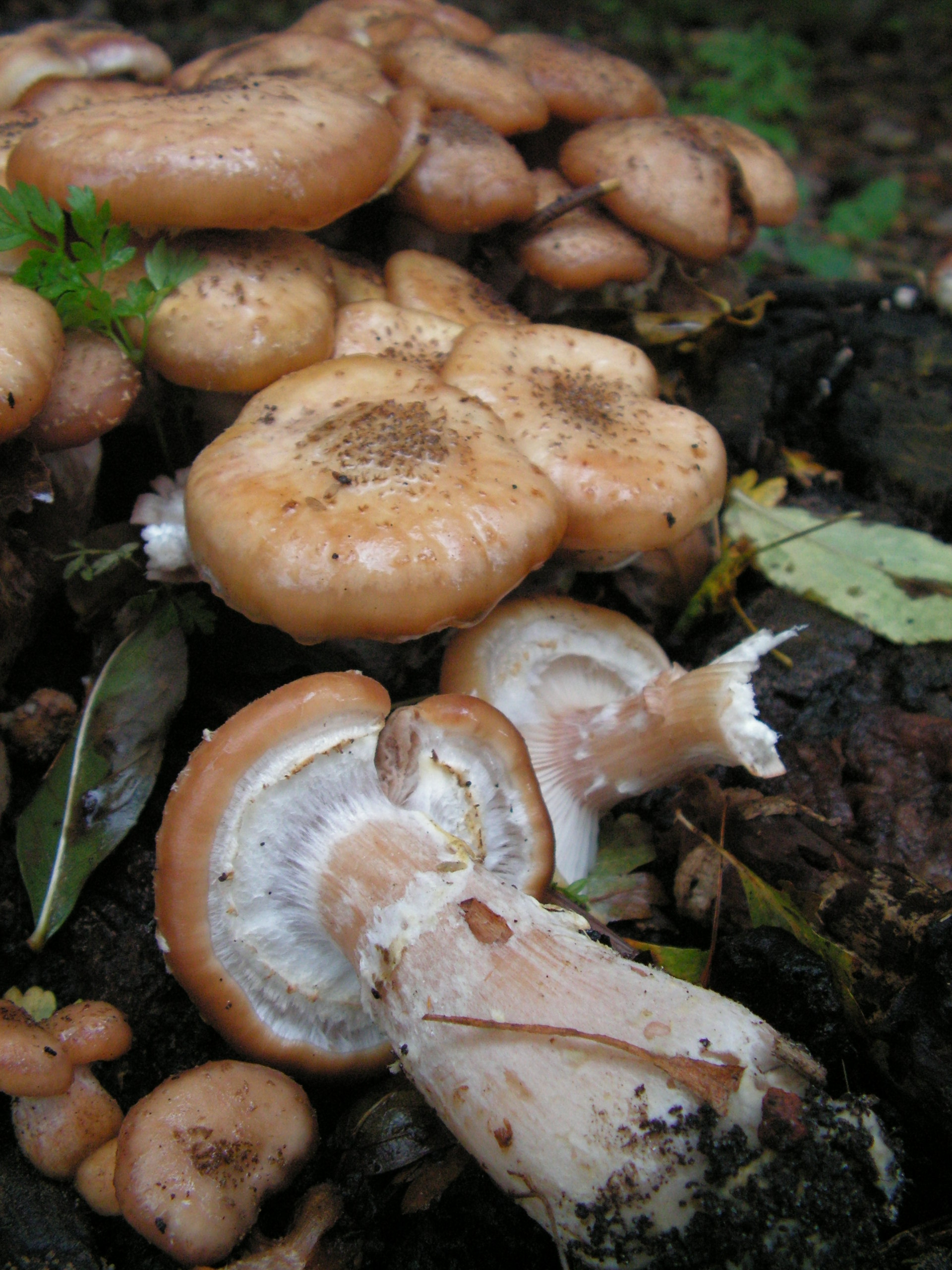
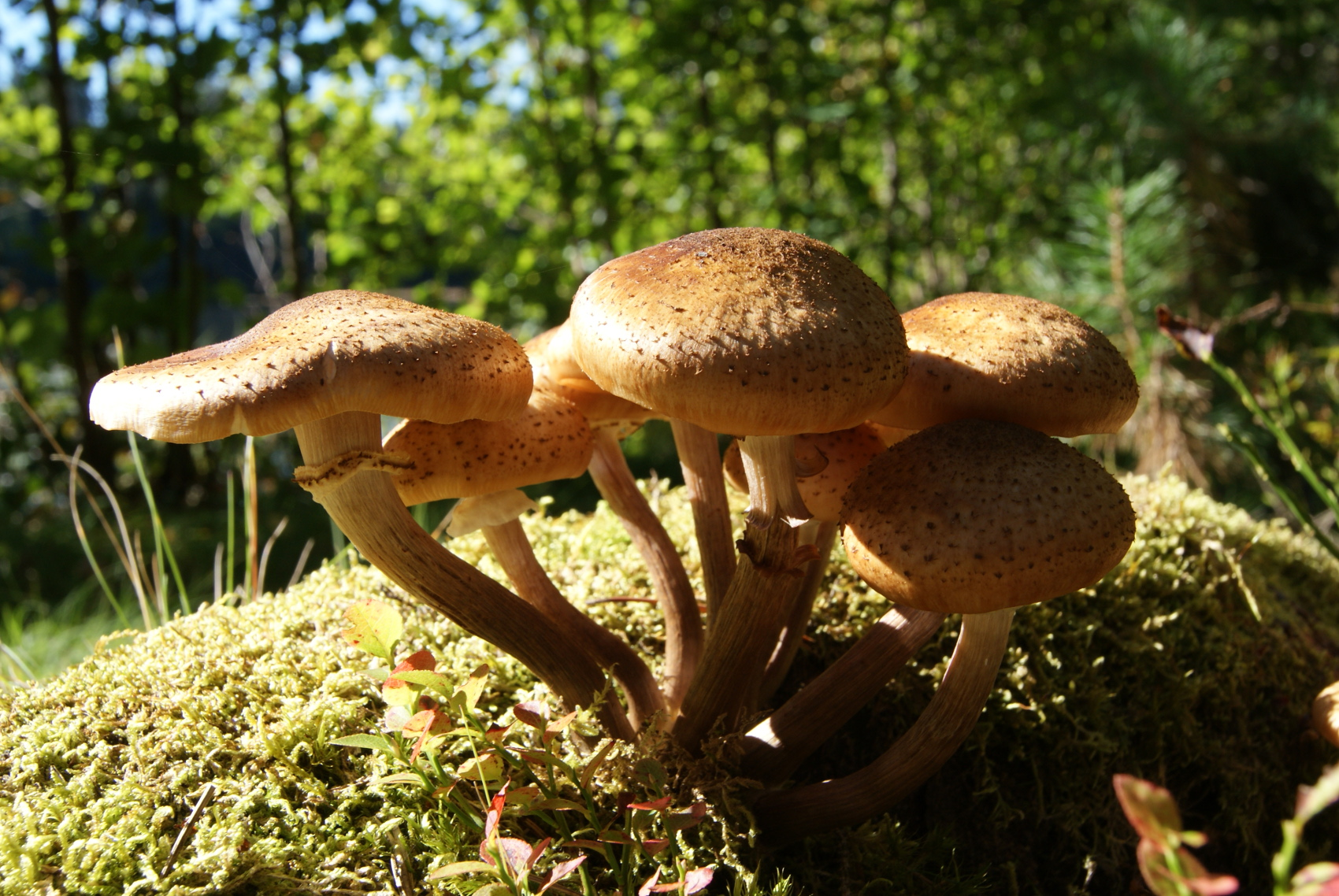